# リバビリン
リバビリン（Ribavirin）は、抗ウイルス薬の一つで、主にC型肝炎やウイルス性出血熱等の治療で施行されている。

## 開発
1972年に「International Chemical and Nuclear Corporation：ICN社（現Valeant Pharmaceuticals社）」の Joseph T. WitkovskiとRonald K. Robinsによって開発された。当初は抗インフルエンザ薬として開発されたが実用化されず、結果的には1990年代になりC型肝炎用に実用化された。

## 構造
ヌクレオシドのグアノシンアナログであり、ウイルスのRNA合成を中断させる作用を持つ。プロドラッグであり、プリンRNAヌクレオチドに変換されてから効果を発揮する。ウイルスの複製に必須のRNA合成を妨害するが、正確な機序は判っていない。多くの作用機序が提案されているが、実証されたものはない。複数の機序が関係していると思われる。実験的には催奇形性が示されている。
WHO必須医薬品モデル・リストに収載されている。

## 効能
- C型肝炎ウイルス治療

インターフェロン製剤（PEG-IFNα-2bないしα-2a）やDAA製剤と併用してのC型肝炎ウイルスの抗ウイルス療法に用いられている。
日本で保険承認されている製剤はMSDの「レベトール」(Rebetol) のみであるが，製造および新規出荷は終了しており，流通在庫のみとなっている（2026年3月末に最終ロットの使用期限が切れる見込み）。
※ 他にもロシュ/中外製薬の「コペガス」(Copegus) や後発品があったが、いずれも販売終了している。
- ウイルス性出血熱

ラッサ熱、クリミア・コンゴ出血熱、ベネズエラ出血熱、ハンタウイルス感染症を含む多彩なウイルス性出血熱を治療できうる唯一の薬剤。感染早期でないと効果がない。米国陸軍感染症医学研究所（USAMRIID）は『リバビリンはフィロウイルス（エボラ出血熱とマールブルグウイルスやフラビウイルス（デング熱、黄熱、オムスク出血熱、キャサヌル森林病）には無効である』とコメントしている。
- RSウイルス

小児のRSウイルス感染に吸入薬が用いられるが、この場合は効果が弱くなることが知られている。
- 狂犬病

ケタミン、ミダゾラム、アマンタジンとの併用で、狂犬病治療への応用も模索されている。。
- その他

犬ジステンパーの治療に有効であるとの実験結果がある。単純ヘルペスウイルスにも効果がある。ある小規模臨床試験では偽薬に比較して感染症状の拡大重症化を抑え、治癒を促進した。もう一つの臨床試験では、リバビリンはアシクロビルの効果を増強した。
急性骨髄性白血病などのがん治療薬としての可能性も模索されている。

## 禁忌
下記の患者には禁忌とされている。
1. 妊婦、妊娠している可能性のある婦人または授乳中の婦人
2. ヌクレオシドアナログ（アシクロビル、ガンシクロビル、ビダラビン等）に対し過敏症の既往歴のある患者
3. コントロールの困難な心筋梗塞、心不全、不整脈などのある患者
4. 異常ヘモグロビン症（サラセミア、鎌状赤血球性貧血等）の患者
5. 慢性腎不全またはクレアチニンクリアランスが50mL/分以下の腎機能障害のある患者
6. 重度のうつ病、自殺念慮または自殺企図などの重度の精神病状態にある患者またはその既往歴のある患者
7. 重度の肝機能障害のある患者
8. 自己免疫性肝炎の患者

リバビリンとジドブジンを併用すると貧血の頻度が増加する。ジダノシンと併用すると、ミトコンドリア毒性が上昇する。

## 副作用
重大な副作用として添付文書に記載されているものは、
- 貧血（ヘモグロビン減少、赤血球減少）、汎血球減少、無顆粒球症、白血球減少、血小板減少、血栓性血小板減少性紫斑病（TTP）、溶血性尿毒症症候群（HUS）、再生不良性貧血、赤芽球癆、
- 間質性肺炎、肺浸潤、呼吸困難、
- うつ病、自殺念慮、自殺企図、躁状態、攻撃的行動、
- 肝炎増悪、肝機能障害、
- 自己免疫現象（肝炎、溶血性貧血、特発性血小板減少性紫斑病、潰瘍性大腸炎、関節リウマチ、SLE、血管炎、フォークト・小柳・原田病、各種自己抗体の陽性化等）、
- 心筋症、心不全、狭心症、不整脈（心室性頻脈等）、心筋梗塞、心内膜炎、心膜炎、敗血症、肺炎、
- 脳出血、脳梗塞、肺塞栓症、意識障害、痙攣、てんかん発作、見当識障害、昏睡、せん妄、錯乱、幻覚、認知症様症状、
- 糖尿病（1型および2型）、甲状腺機能亢進、甲状腺機能低下、
- 皮膚粘膜眼症候群（Stevens-Johnson症候群）、中毒性表皮壊死融解症（Toxic Epidermal Necrolysis：TEN）、多形紅斑、乾癬、
- 急性腎不全、ネフローゼ症候群、
- 消化管出血（下血、血便など）、消化性潰瘍、虚血性大腸炎、ショック、網膜症

である。

## 作用機序

### RNAウイルス
リバビリンはそのカルボキシアミド基の向きによって天然のヌクレオシドであるアデノシンまたはグアノシンに似た振る舞いをする。そのため、リバビリンがアデニンまたはグアニンの代わりにRNAに取り込まれると、対となる塩基はウラシルかシトシンか定まらず、 ウイルス内のRNA依存性複写に変異を引き起こす。こうして高頻度に変異が発生することにより、RNAウイルスは死滅する。

### DNAウイルス
多くのDNAウイルスにおけるリバビリンの作用機序は説明されていない。特に不思議なのは、リバビリン-2'-デオキリシボースがRNAヌクレオシド模倣体として完全な作用を示すのに対して、DNAでは模倣体として働かない事である。
リバビリンは細胞内でリン酸化されてリバビリン-5'-一リン酸になり、リバビリン-5'-一リン酸は細胞のIMPデヒドロゲナーゼを阻害して細胞内のGTPの産生を抑制すると考えられる。

## 誘導体
リバビリンは6員環部分が不完全なプリン類似物質として最善のものであると見られている。この構造的な類似性は、トリアゾールの2位の窒素を炭素に置換（イミダゾールの5位の炭素に相当する）して第二の環構造を部分的に作り上げる試みの中で注目されたが、大きな効果は得られなかった。これらの5'-イミダゾールリボシド誘導体は、5位が水素またはハロゲンの時に活性化を示すが、置換基が大きい程活性が小さく、リバビリン誘導体の全てがリバビリンよりも活性が低い。 この様なイミダゾールリボシドの内、水酸基（-OH）で置換された分子として自然界からピラゾマイシンとピラゾフリンという2つの物質が得られていることは注目に値する。これら2つの物質は抗ウイルス活性を示すが毒性が強くて使用できない。水酸基をアミノ基（-NH2）に置き換えた分子はアカデシン（ 5-aminoimidazole-4-carboxamide-1-β-D-ribofuranoside、AICAR）と呼ばれるプリン合成前駆体であり、抗ウイルス活性は弱い。
- タリバビリン

リバビリン誘導体の中で最も成功したものは、3位のカルボキシアミノ基をカルボキシアミジン基に置換したもので、1973年に発見された。タリバビリンという一般名が付けられているが以前はビラミジンやリバミジンとも呼ばれていた。この薬はリバビリンと同等の抗ウイルス活性を示したが、リバビリンのプロドラッグであることが判明した今となっては驚く事ではない。タリバビリンはしかし、リバビリンに比べて赤血球への移行が少なく、肝臓への蓄積性が高い。赤血球に移行し難いことについては、タリバビリンの塩基性アミジン基が赤血球への移行の妨げになっていることが判っている。肝臓への選択性については、アミジンをアミドに変換する酵素の活性が肝組織中で高いためであると思われている。タリバビリンはヒトを対象として第III相臨床試験が実施され、何時かは一部のウイルス感染症にリバビリンの代わりに用いられるであろうと思われていた。タリバビリンはリバビリンと比較して若干毒性が高いことが知られていた。